# De neus umhoeg
De neus umhoeg is een single van de Limburgse band Rowwen Hèze, die voor het eerst uitkwam in oktober 1995. Het nummer relativeert het verdriet dat men voelt na het overlijden van een dierbare.
Ongeacht de manier waarop iemand overlijdt of de manier waarop de begrafenis is georganiseerd: het leven gaat nu eenmaal door. Tekstschrijver en zanger Jack Poels stelt dat we ten slotte allemaal "met de neus omhoog" zullen gaan (oftewel zullen sterven): Neet mier an denke, 't het toch gen nut, want vanaaf 't begin zien ow kaarte geschud (Nederlands: Niet meer aan denken, het heeft toch geen nut, want vanaf het begin zijn je kaarten geschud).
De single werd na 1995 nog viermaal uitgebracht: in 1997 kwam een live-versie uit die was opgenomen in Paradiso, 2004 nog eens een live-theateropname uit de D.A.D.P.G.S.-tournee, voor het livealbum Saus 2006 opgenomen in het Parkstad Limburg Theater te Heerlen en als laatste samen met The Opposites voor het album "Manne van Staal".
Paveier heeft een Duitstalige versie van dit nummer gemaakt in 2002 "Loss Se Schwaade".

## NPO Radio 2 Top 2000
| Nummer met noteringen in de NPO Radio 2 Top 2000 | '05 | '06 | '07 | '08 | '09-'16 | '17  | '18 | '19 | '20 | '21 | '22 | '23 | '24 |
| ------------------------------------------------ | --- | --- | --- | --- | ------- | ---- | --- | --- | --- | --- | --- | --- | --- |
| De neus omhoeg                                   | 282 | 183 | 138 | 297 | -       | 1285 | 930 | 663 | 808 | 810 | 727 | 836 | 821 |

1. ↑  Een '-' betekent dat het nummer niet was genoteerd en een vetgedrukt getal geeft de hoogste notering aan.
2. ↑  2005 was het eerste jaar met een notering voor dit nummer.